# Driftsethe
Driftsethe è una frazione del comune tedesco di Hagen im Bremischen.

## Storia
Il comune di Driftsethe fu soppresso e aggregato al comune di Hagen im Bremischen il 1º gennaio 2014.